# Апотеций

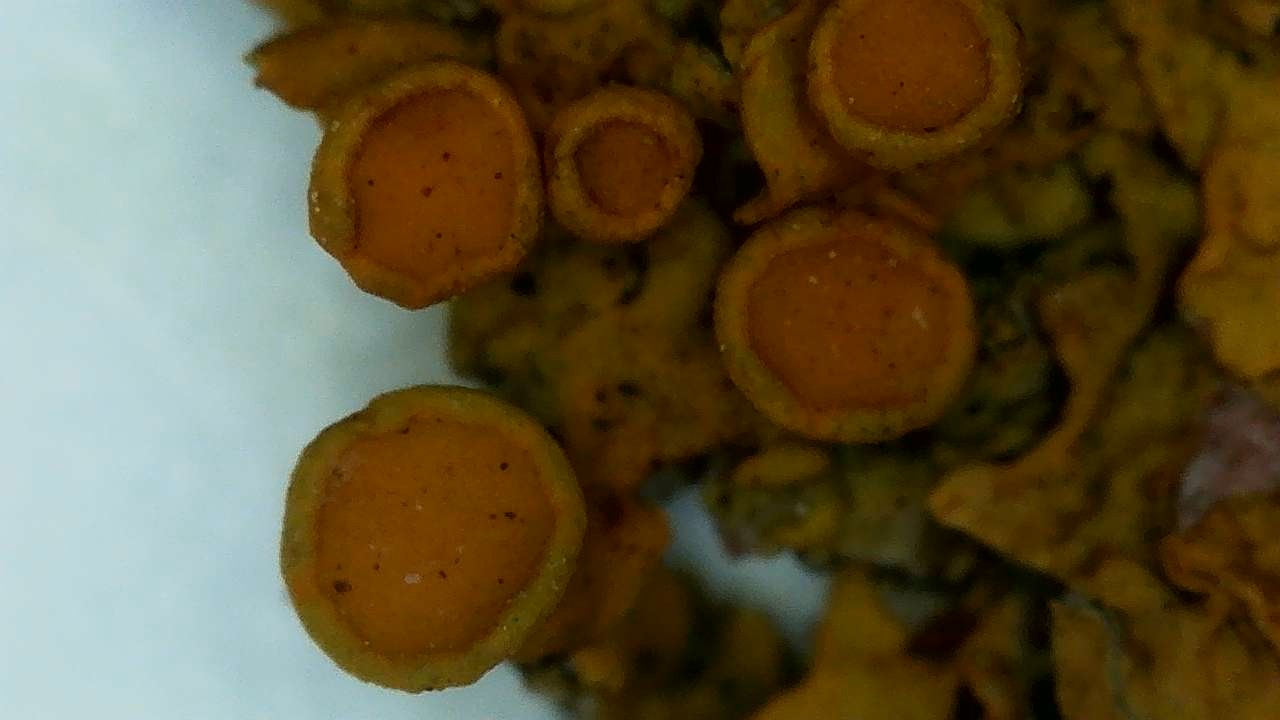
Апотеции ксантории настенной под бинокуляром

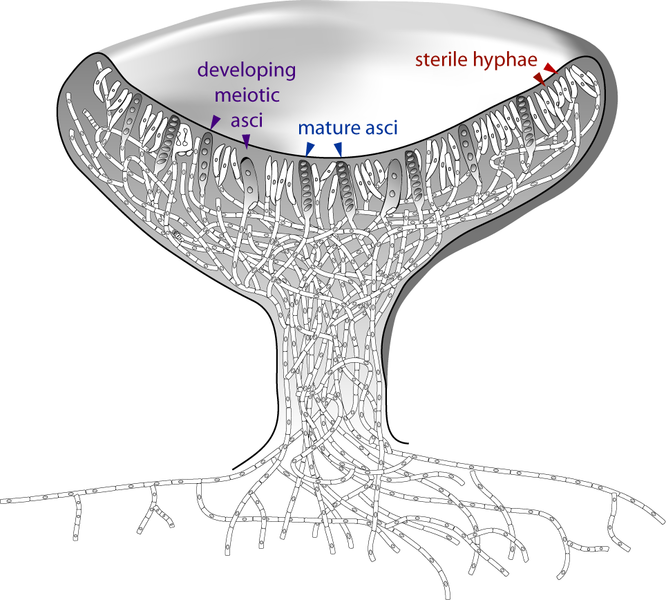
Строение апотеция на ножке

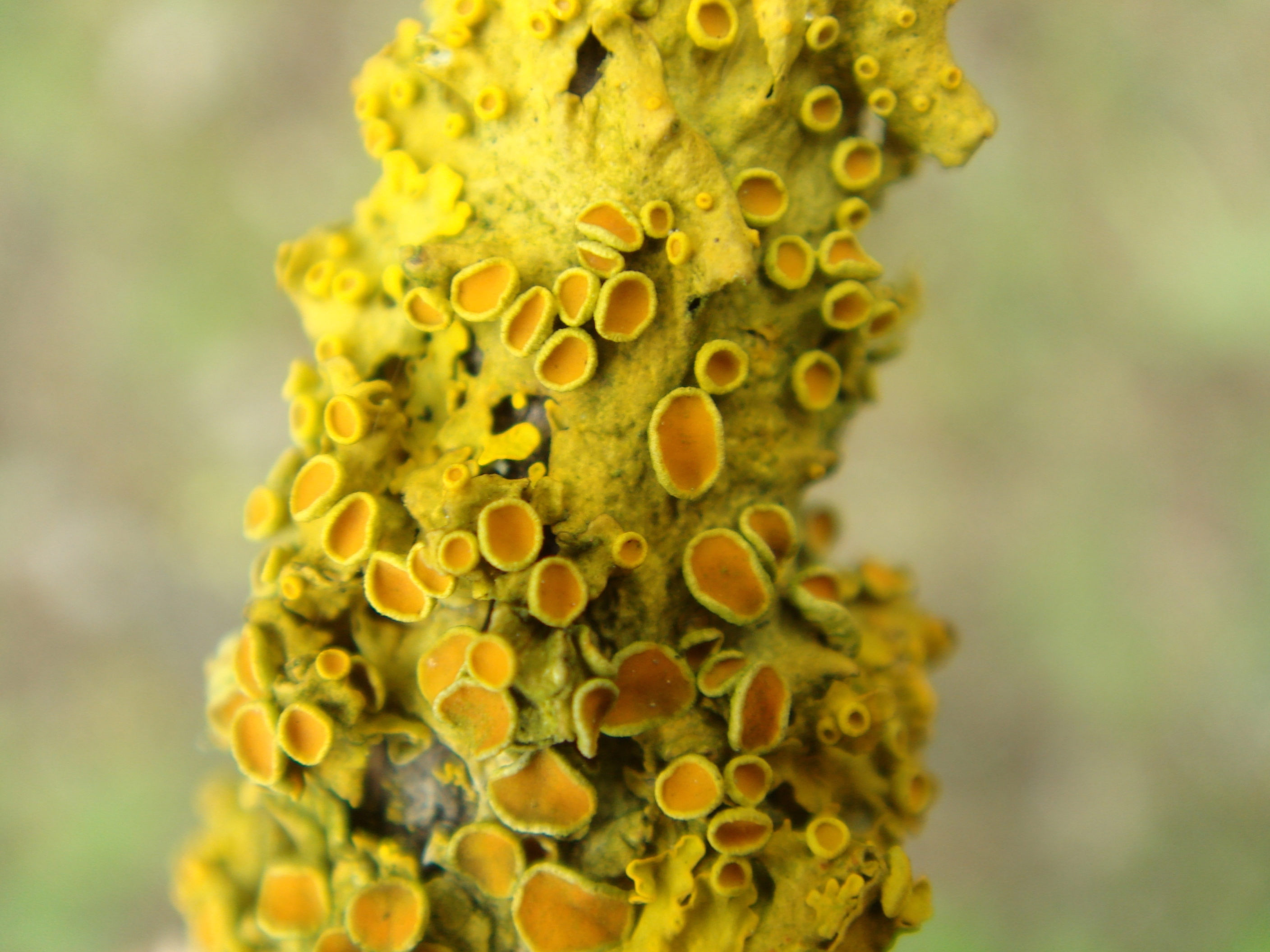
Апотеции Ксантории настенной

Апоте́ций (лат. apothecium — от др.-греч. αποθήκιον, «кладовая») — открытый тип аскомы (плодового тела), характерный для дискомицетов и дискомицетных лишайников.
Апотеции могут располагаться непосредственно на субстрате или же быть приподнятыми над ним на ножке. Наиболее часто встречаются апотеции блюдцевидной формы, также распространены чашевидные. Встречаются также апотеции необычной формы: уховидные апотеции отидеи, булавовидные апотеции трихоглоссума, шпателевидные апотеции спатулярии, шляпконожечные апотеции сморчков и строчков. У многих видов апотеции окрашены в яркие цвета, у других грибов они тёмно-коричневые или чёрные. Размеры открытых плодовых тел среди аскомицетов разнятся от 0,1—0,2 мм до 15—20 см.
Верхняя поверхность апотеция покрыта гимением — спороносным слоем, на котором открыто располагаются парафизы и аски со спорами. Под гимением располагается тонкий субгимений, или гипотеций — слой, состоящий из переплетённых гиф. Оборотная поверхность апотеция покрыта внешним эксципулом. Мясистая стерильная часть апотеция носит название внутреннего, или медуллярного, эксципула.
При созревании спор они выбрасываются из апотеция на расстояние от 0,5 до 60 см. Такое выбрасывание спор у крупных апотециев нередко сопровождается заметным щелчком.
Плодовые тела трюфелевых представляют собой подземные, вторично замкнутые апотеции. Они клубневидной формы, мясисто-хрящевидные, снаружи гладкие или трещиноватые.
Апотеции лишайников могут содержать клетки водорослей. Леканоровый тип апотеция, при котором его край содержит части зелёного симбионта, характерен для лишайников родов Lecanora, Parmelia, Peltigera. Апотеций Lecidea, Rhizocarpon, Catillaria, Mycoblastus лишён клеток водоросли и называется лецидеевым.